# Luciano Filippelli
Luciano Filippelli (Pisa, 3 dicembre 1924 – ...) è stato un allenatore di calcio e calciatore italiano, di ruolo centromediano.

## Carriera

### Giocatore
Debuttò con il Pisa disputando tre campionati di Serie B a partire dalla stagione 1946-1947 e totalizzando 86 presenze tra i cadetti.
Successivamente giocò 2 partite in Serie A con il Bari nel campionato 1949-1950 ed altre 6 partite in Serie B l'anno successivo.

### Allenatore
Nella stagione 1973-1974 ha seduto sulla panchina del Pisa, nel campionato di Serie C.